# Glauco Segovia
Glauco Segovia Zamora (* 5. Februar 1927 in Vergara, Departamento Treinta y Tres; † 1986 in Montevideo) war ein uruguayischer Politiker.
Glauco Segovia schloss 1952 sein Studium in Montevideo erfolgreich ab. Er war von Beruf Rechtsanwalt und auch als Journalist tätig. Segovia, der der Partido Colorado angehörte, hatte in der 37. und 38. Legislaturperiode als Repräsentant des Departamentos Montevideo vom 15. Februar 1955 bis zum 10. Juni 1958 für das Sublema Batllismo-15 und vom 1. März 1959 bis zum 14. Februar 1963 für das Sublema Por la Unión-15 ein Titularmandat als Abgeordneter in der Cámara de Representantes inne. Unterbrochen war diese Parlamentszugehörigkeit von einer vom 10. Juni 1958 bis 28. Februar 1959 währenden Inhaberschaft des Innenministeramtes. In der 39. Legislaturperiode nahm er sodann vom 15. Februar 1963 bis zum 14. Februar 1967 ein Titularmandat als Senator in der Cámara de Senadores wahr. 1967 war er zudem Intendente von Montevideo. 

## Zeitraum seiner Parlamentszugehörigkeit
- 15. Februar 1955 bis 10. Juni 1958 (Cámara de Representantes, 37. LP)
- 1. März 1959 bis 14. Februar 1963 (Cámara de Representantes, 38. LP)
- 15. Februar 1963 bis 14. Februar 1967 (Cámara de Senadores, 39. LP)